# Bhidea fischeri
Bhidea fischeri är en gräsart som beskrevs av Puthenpurayil Viswanathan Sreekumar och B.V.Shetty. Bhidea fischeri ingår i släktet Bhidea och familjen gräs. Inga underarter finns listade i Catalogue of Life.